# Муравьёв, Михаил Филиппович
Михаил Филиппович Муравьёв — советский хозяйственный и политический деятель.

## Биография
Родился в 1918 году в Сормове. Член КПСС.
Окончил Горьковский авиационный техникум им. Баранова и ВЗПИ.
С 1939 года — на хозяйственной, общественной и политической работе.
В 1939—1963 гг. — техник-конструктор, конструктор, инженер-конструктор, ведущий конструктор, начальник КБ, секретарь парткома Горьковского авиазавода им. С. Орджоникидзе.
В 1963—1964 гг. — 1-й секретарь Сормовского райкома КПСС города Горького.
В 1964—1966 гг. — 2-й секретарь Горьковского горкома КПСС.
В 1966—1980 гг. — председатель Горьковского облсовпрофа.
В 1980—1985 гг. — директор областных профкурсов Горьковского облсовпрофа.
Делегат XXIII, XXIV и XXV съездов КПСС.
Умер в 1995 году в Нижнем Новгороде.